# 皮耶拉尔府邸

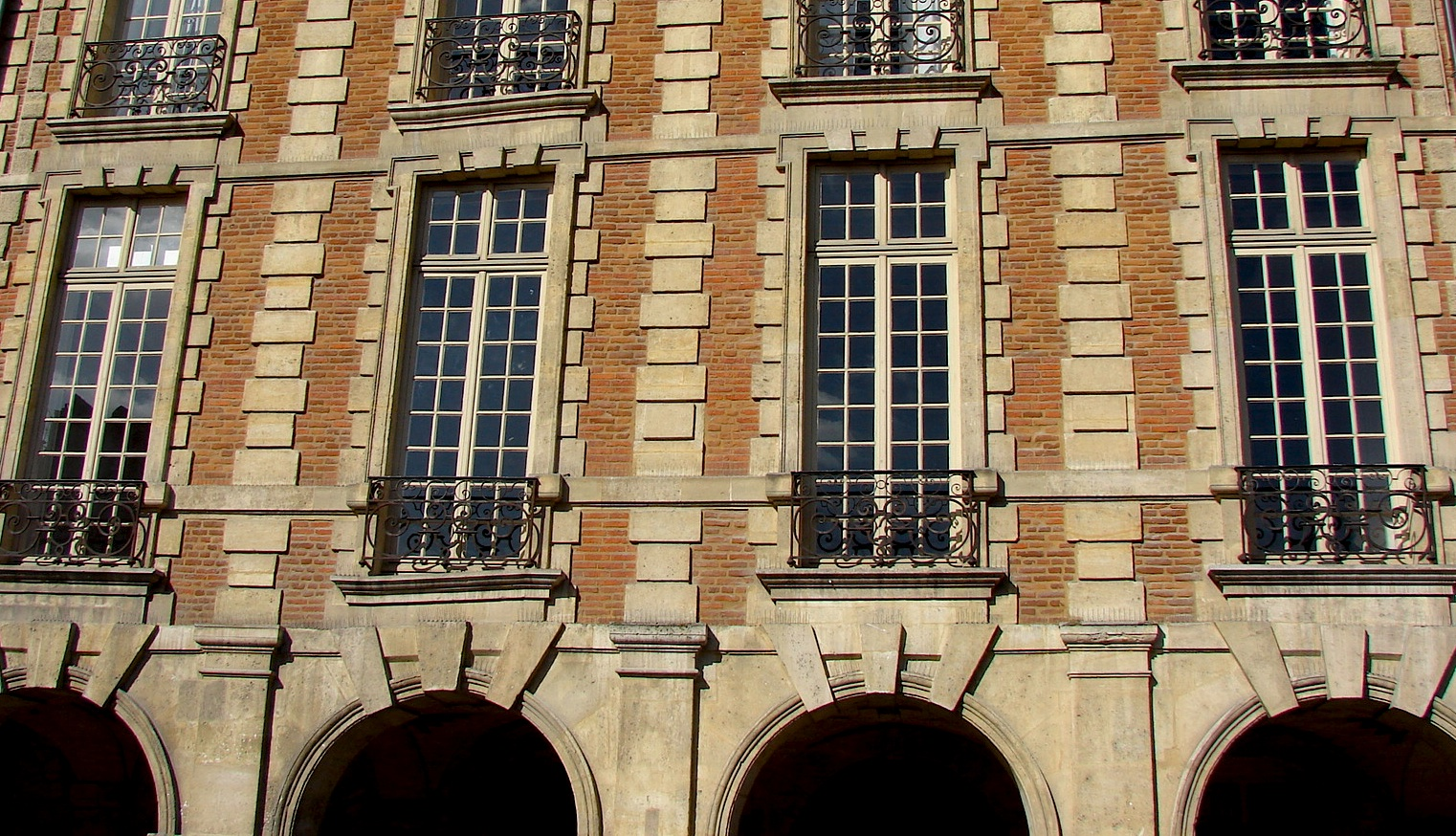

皮耶拉尔府邸（hôtel Pierrard）是一座法式府邸，位于巴黎第四区的孚日广场11号、图雷纳街（Rue de Turenne）12号。它座落在孚日广场的西侧，介于9号绍讷府邸（Hôtel de Chaulnes）与13号迪埃尔哈莫府邸（Hôtel Dyel des Hameaux）之间。

## 历史

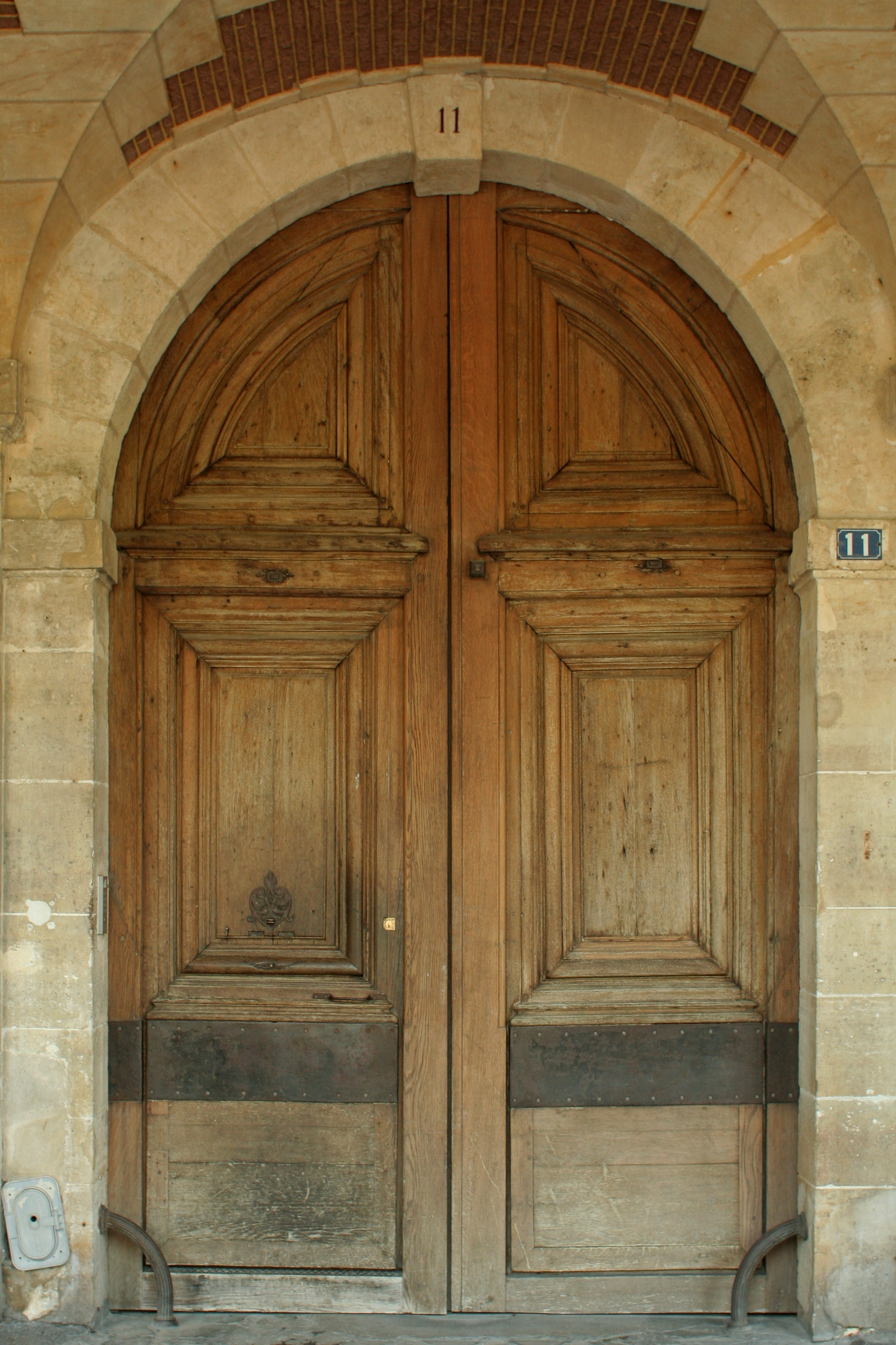

皮耶拉尔府邸建于17世纪。它属于皮埃尔·富热-德斯屈雷（Pierre Fougeu-Descures），从1639年到1648年，马里翁·德洛尔默（Marion Delorme）是房子的承租人。后来，宅邸属于他的侄子让-巴蒂斯特·科尔贝尔（Jean-Baptiste Colbert de Saint-Pouange）, 然后是皮埃尔·科尔贝尔·德·比利亚尔塞夫（Pierre Colbert de Villarcef）和沙巴奈侯爵吉尔贝尔·科尔贝尔（Gilbert Colbert）。
巴黎最古老的涂鸦“尼古拉 1764”位于拱廊入口处的一根柱子上。这是作家尼古拉·埃德姆·雷蒂夫的笔迹。
1954年，孚日广场的立面和屋顶以及拱廊列为法国历史遗迹。